# لوبیا سفید
لوبیا سفید یک نوع لوبیا است که جز خانواده حبوبات محسوب می‌شود.
این محصول کشاورزی که در کشورهای بریتانیا و آمریکا دارای محبوبیت بسیاری است، دارای مقدار زیادی کربوهیدرات می‌باشد.